# ساندي غيريرو
ساندي غيريرو (بالإنجليزية: Sandy Guerrero)‏ هو لاعب كرة قاعدة دومينيكاوي، ولد في 6 أبريل 1966 في سانتو دومينغو في جمهورية الدومينيكان.

## وصلات خارجية
- ساندي غيريرو على موقعبيزبول رفرنس.كوم (الدوري الثانوي) (الإنجليزية)